# Schneewittchen und das Flittchen
Beautiful ist ein US-amerikanischer Porno-Spielfilm aus dem Jahr 2003 von Wicked Pictures.

## Handlung
Der Regisseur hat die klassische Geschichte von Schneewittchen mit einem 1930er Jahre Film Noir Twist versehen. Die Geschichte spielt in den 1930er Jahren und die Kostüme sind dementsprechend ausgesucht. Die Dialoge erinnern an Darsteller in einem Raymond Chandler Roman. 
Stormy spielt eine junge Frau namens Sondra White, die in einem Spiegel-Unternehmen für die böse Madam Ellen Queen (Julia Ann) arbeitet. Queen versucht einen großen Vertrag mit Eric Prince, einem Geschäftsmann, den sie anbetet, abzuschließen. Zu Beginn des Films hat Sondra gerade mit ihrem letzten Freund Schluss gemacht und ihre Kollegin (Devinn Lane) überzeugt Sondra mit ihr den Club 7 (eine Referenz an die sieben Zwerge im Original-Märchen) zu besuchen, damit sie einen Mann aufgabeln kann, um Sex zu haben. Devinn wartet jedoch nicht ab und geht nach Hause und schläft mit Joey Ray während Sondra im Nebenzimmer mithört. Später im Club verschüttet Sondra ihren Drink aus Versehen auf Eric, der auch im Club ist, um sich mit Ellen zu treffen, um mit ihr über das Geschäft zu sprechen. Am nächsten Tag bei der Arbeit, passiert Sondra das Gleich, sie verschüttet abermals Kaffee über Eric. Als Ellen merkt, dass es zwischen Sondra und Eric knistert, beschließt sie, Sondra irgendwie loszuwerden. Als Sondra in dieser Nacht nach Hause geht, hat sie einen erotischen Traum (obwohl es eigentlich ein Alptraum ist) über Ellen, die sie bei einer sexuellen Verabredung total dominiert. Ellen beschließt, dass sie Sondra töten muss, um sie aus dem Weg zu räumen. Daher ruft sie „Woodman“ (Steven St. Croix) an, um ihn diesen Job erledigen zu lassen. Er plant, Sondra zum Club 7 zu bringen, sie mit einem „Vergifteter Apfel“ Drink zu betäuben und ihre Leiche dann zu entsorgen. Im Club finden währenddessen einige sexuelle Begegnungen statt. Woodman bringt Sondra zu einem verlassenen Gebäude und als Sondra wieder zu sich kommt, sieht sie Woodman wie er sich mit der Barfrau (Kaylani Lei) vergnügt. Woodman bringt Sondra an einen abgelegenen Ort, wo er plant sie zu erschießen, er kann es jedoch nicht über sich bringen, da er so von Sondras Schönheit angetan ist. Nachdem Woodman weg ist, rettet Eric, der den beiden gefolgt war, Sondra und bringt sie zu sich nach Hause, wo sie die Polizei über Ellen informieren und dann eine Liebesszene vor dem Kamin haben. Bevor die Polizei Ellen findet, hat sie noch eine letzte sexuelle Begegnung als Domina mit einem „Sklaven“ (Eric Masterson). Die Polizei platzt dazwischen und findet Ellen, die so sehr darüber enttäuscht ist, dass Sondra immer noch am Leben ist, dass sie ihren Verstand verliert. In der letzten Szene lassen Sondra und Eric Ellen hinter sich und spazieren ins Mondlicht.

## Wissenswertes
- Ausstattung im Stil der 1930er Jahre
- Der Film enthält Anleihen der Geschichte von Schneewittchen.
- Cameo-Auftritt von Co-Drehbuchautor George Kaplan als einer der Polizisten.

## Auszeichnungen
- 2003: XRCO Award: „Best Video“
- 2004: AVN Award: „Best Video Feature“
- 2004: AVN Award: „Best Screenplay-Video“
- 2004: AVN Award: „Best Director-Video“
- 2004: AVN Award: „Best Actress“ (Julia Ann)